# Kangaroo paw

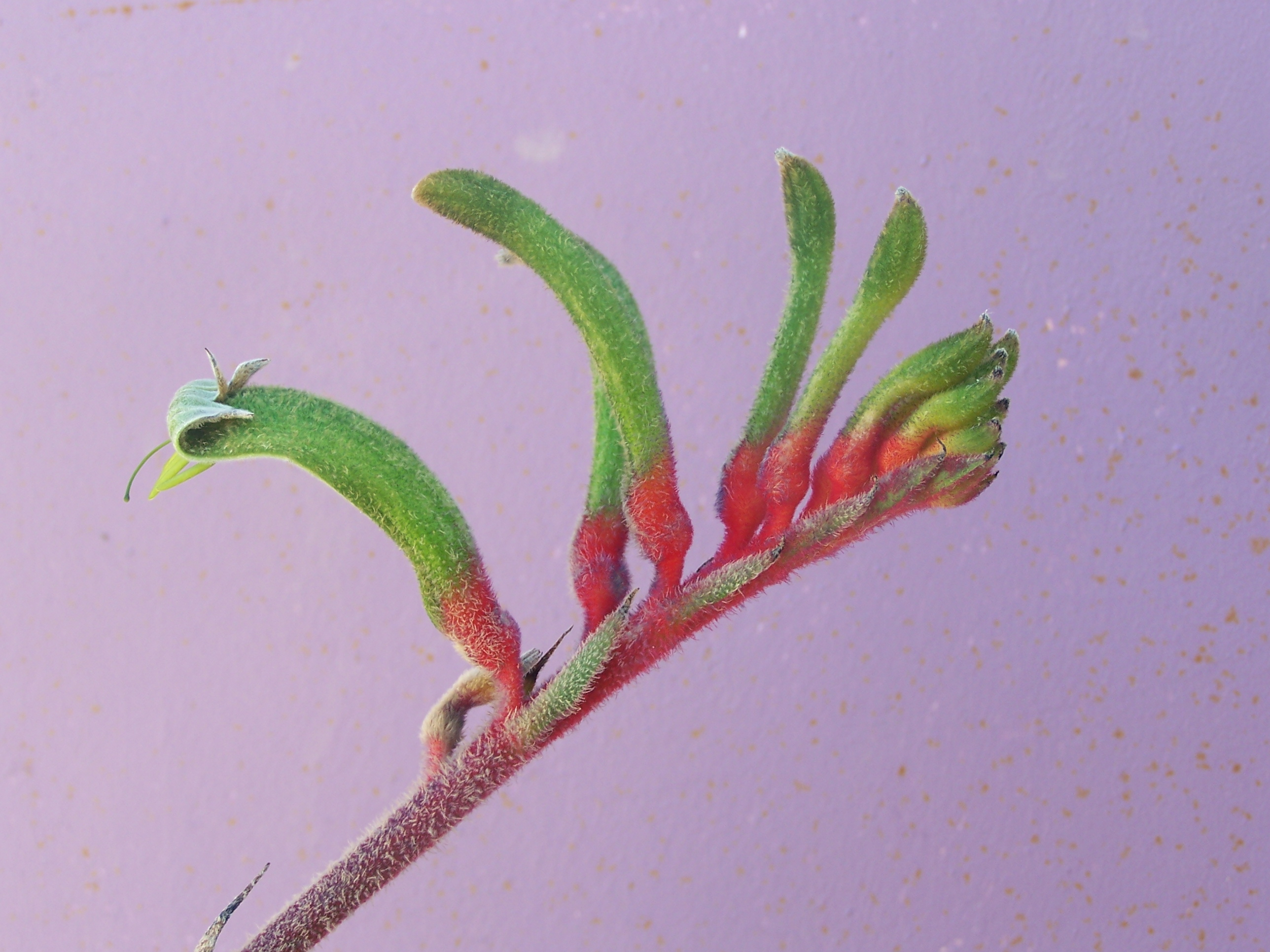
Anigozanthos manglesii

Kangaroo Paw is een algemene naam voor een aantal soorten in twee geslachten van de familie Haemodoraceae, die endemisch zijn op het zuidwesten van West-Australië. Deze vaste planten staan bekend om hun unieke vogelaantrekkende bloemen. De buisvormige bloemen zijn bedekt met dichte beharing en open aan de top met zes klauw-achtige structuren: van deze poot de vorming van de gemeenschappelijke naam "Kangaroo Paw" is afgeleid.
1. Anigozanthos bicolor Endl. (Kleine Kangaroo Paw)
2. Anigozanthos flavidus DC. (Grote Kangaroo Paw)

Deze soort is gevonden in het uiterste zuidwestelijke hoek van West-Australië en is de meest robuuste soort. Het past zich goed aan een verscheidenheid van de bodem en de weersomstandigheden en wordt intensief gebruikt door de glastuinbouw van hybriden te ontwikkelen. De bloemstengels kunnen uitgroeien tot meer dan 1,5 meter met een overvloed aan bloemen. De bloemen zijn geel groen en rood.